# Les Gammas! Les Gammas!
Les Gammas! Les Gammas! is een televisiecursus Frans van 39 delen, die door de Franse zender ORTF (later TF1) en de Duitse ARD geproduceerd is. De opnamen waren van 1974 tot 1976.
De televisiezenders zelf kenmerkten de serie als een „Televisiebijdrage voor de Duits-Franse cultuuruitwisseling“. De serie was in Duitsland een groot succes, en werd ook in andere landen in Europa uitgezonden. Teleac zond de serie uit in het seizoen 1977-1978.

## Het concept van de serie
Het verhaal gaat over drie buitenaardse wezens van de fictieve planeet Gamma, die met hun kapotte ruimteschip, een houten bol, op de aarde en natuurlijk in Frankrijk landen moet. De Gammas hebben een menselijk uiterlijk, en bestaan uit een vrouw en twee mannen. In de loop van de serie krijgen deze de namen Odile, Adrien en Émile. De drie moeten hun ruimtevaartuig weer werkend krijgen, daarom moeten ze in contact komen met de aardbewoners. Van de andere kant zijn ze steeds op de vlucht voor bepaalde mensen: sensatiebeluste journalisten en de autoriteiten. Hierbij is het snel leren van de Franse taal van groot belang. De Gammas beginnen dus met geen enkele kennis van de Franse taal, en ook de cursisten hoeven bij het begin van de cursus geen enkel woord Frans te kennen. Na 39 afleveringen, een Frans schooljaar, bereikt de cursist een behoorlijk niveau Frans, waarbij de nadruk ligt op conversatie.